# Arantia scurra
Arantia scurra är en insektsart som beskrevs av Karsch 1896. Arantia scurra ingår i släktet Arantia och familjen vårtbitare. Inga underarter finns listade i Catalogue of Life.